# Кордон (Алтайский край)
Кордо́н — село в Залесовском районе Алтайского края России. Единственный населённый пункт Кордонского сельсовета.

## История
Село было образовано как посёлок Кордон в 1939 году, затем с притоком новых жителей из числа целинников, оно разрослось, работал совхоз «Залесовский», были построены новые дома, появились новые улицы, начальная школа, а в 1977 году — средняя. В 1995 году в селе была открыта новая участковая больница, но затем, в конце XX века она была закрыта, в её помещении располагалось межрайонное туберкулёзное отделение.
Во времена перестройки количество жителей уменьшилось, а вместе с ним и качество получения различного рода услуг, хозяйственная и иная деятельность.

## География
Село находится на реке Каменка, притоке реки Федориха, в 25 км к северо-востоку от села Залесово и в 121 км от Барнаула.
Климат
Резко континентальный, с сильными ветрами и метелями. Континентальность климата ярко выражена ранними заморозками в осенний период и поздними — в весенний. Годовая суммарная солнечная радиация составляет не более 100 ккал/см2. Средняя температура января −18,1˚С, июля +18,6˚С. Общая продолжительность безморозного периода — 124 дня. Продолжительность периода со среднесуточными температурами воздуха выше 0˚С — 190 дней. Абсолютный минимум температуры в январе может доходить до минус 40˚С, абсолютный максимум приходится на июль — +38˚С. Дата первых заморозков приходятся на середину сентября, последних — на середину мая.
Уличная сеть
В селе 18 улиц и переулков.
Транспорт
По территории района проходят автодороги Залесово — Заринск — Барнаул, Залесово — Заринск — Мартыново, Залесово — Тальменка. К селу Кордон от районной автодороги ведёт просёлочная дорога, из Залесово ежедневно ходят рейсовые автобусы.
Ближайшая железнодорожная станция Заринская находится в одноимённом городе Заринск.
Ближайшие населённые пункты
Никольский 14 км, Пещерка 15 км, Борисово 16 км, Пролетарская Крепость 20 км, Гуниха 20 км, Новодресвянка 25 км.

## Население
| 1997 | 1998  | 1999  | 2000  | 2001  | 2002 | 2003 |
| ---- | ----- | ----- | ----- | ----- | ---- | ---- |
| 1182 | ↘1092 | ↘1048 | ↘1042 | ↘1028 | ↘969 | ↘923 |
| 2004 | 2005  | 2006  | 2007  | 2008  | 2009 | 2010 |
| ↗928 | ↘891  | ↘881  | ↘828  | ↘774  | ↘747 | ↘707 |
| 2011 | 2012  | 2013  | 2014  | 2015  | 2016 | 2017 |
| ↗720 | ↘690  | ↘646  | ↘614  | ↘587  | ↘567 | ↘555 |
| 2018 | 2019  | 2020  | 2021  |       |      |      |
| ↘542 | ↘523  | ↘509  | ↘479  |       |      |      |

## Известные уроженцы, жители
Северина, Надежда Борисовна — российский художник, почетный член РАХ.

## Инфраструктура
В селе работают крестьянско-фермерские хозяйства, ООО «Алтайлес», КГУ «Залесовский лесхоз», МКОУ «Каменская ООШ», ФАП, почта, сельский КДЦ с киноустановкой, библиотека.

## Достопримечательности
Село находится вблизи заказника Залесовский с природным комплексом черневой тайги Салаира и реликтовыми видами растений.

## Транспорт
Село доступно через автодорогу регионального значения 01К-04.